# Roeselia hermana
Roeselia hermana är en fjärilsart som beskrevs av William Schaus 1896. Roeselia hermana ingår i släktet Roeselia och familjen trågspinnare. Inga underarter finns listade.